# Juliana Taimoorazy
Juliana Taimoorazy (en siríaco clásico: ܓ̰ܘܠܝܢܐ ܬܡܪ̈ܙܐ, romanizado: Ḡūlīnā Temurezā, Teherán, Estado Imperial de Irán, 1973) es una activista y defensora de los derechos humanos asiria, reconocida por su labor humanitaria y su liderazgo en la comunidad asiria. Taimoorazy fue forzada a huir de su país en 1989 debido a la persecución religiosa. Posteriormente, se estableció en los Estados Unidos, donde continuó su educación y formó una carrera dedicada a apoyar a las comunidades cristianas, yazidíes y musulmanas perseguidas, especialmente a los cristianos asirios en Irak.
Como fundadora y presidenta del Consejo de Ayuda Cristiana de Irak, organización dedicada a apoyar a los cristianos perseguidos en el Medio Oriente, ha sido fundamental en la recaudación de millones de dólares para ayudar a los cristianos desplazados por la violencia en el área. Su compromiso con la causa asiria la ha llevado a ser reconocida en múltiples plataformas, incluidos eventos internacionales, y ha ampliado el alcance de su trabajo a diversas comunidades en todo el mundo, incluidas Jordania y Europa. Además, Taimoorazy es miembro sénior del Philos Project, una organización que busca promover la paz y la cooperación entre las comunidades cristianas y musulmanas en el Medio Oriente.
Su participación en programas de liderazgo, basados en las enseñanzas del escritor y activista Elie Wiesel, ha fortalecido sus habilidades para el diálogo interreligioso y la resolución de conflictos.

## Biografía

### Primeros años y educación
Taimoorazy nació en Irán en el seno de una familia asiria católica, donde creció en un entorno de marcada identidad religiosa y étnica. Su contexto de crecimiento estuvo marcado por la persecución religiosa, fue discriminada por su fe durante su etapa escolar, con bisabuelos que murieron en un campo de refugiados y otros familiares secuestrados o asesinados, lo que la llevó a migrar ilegalmente a Suiza en 1989 con apenas 16 años. Posteriormente, solicitó asilo en la embajada de Estados Unidos en Alemania. En 1990, emigró a los Estados Unidos, donde fue reconocida como refugiada y completó su formación académica, obteniendo una maestría en la Northeastern Illinois University.

### Fundación del Consejo de Ayuda Cristiana de Irak
En 2003, ante la intensificación de la violencia en Irak y el aumento de la persecución de cristianos en el país, se reunió con el cardenal Francis George en Chicago, quien la impulsó a emprender una labor humanitaria que ha beneficiado a más de 130 000 desplazados mediante la fundación del Consejo de Ayuda Cristiana de Irak en 2007, cuyo objetivo es ayudar a los cristianos asirios perseguidos en Irak. La decisión de establecer esta organización fue impulsada por su experiencia personal y la necesidad de actuar ante el sufrimiento de su comunidad. Desde su creación, el Consejo ha trabajado para proporcionar ayuda humanitaria de emergencia y ha recaudado millones de dólares para su causa, incluyendo alimentos, refugio y atención médica para los afectados por la violencia. Taimoorazy ha liderado iniciativas, incluyendo la propuesta de establecer una provincia de refugio autónoma en un Irak federado, que busca crear un espacio seguro para las comunidades cristianas y otros grupos minoritarios.
Además, Taimoorazy participó en programas de liderazgo del Witness Institute, donde aprendió a convivir con personas de diversas creencias, considerándose el desacuerdo como una oportunidad para el aprendizaje.
Desde 2007, la labor del Consejo se amplió para asistir a refugiados iraquíes en Estados Unidos, en respuesta a la llegada masiva de asirios caldeos a Occidente.

### Activismo y defensa de los derechos humanos
A lo largo de su vida, Taimoorazy ha abogado por los derechos de los cristianos en Irak y ha buscado concientizar sobre la difícil situación que enfrentan estas comunidades. Ha viajado a Irak para ayudar a las comunidades locales a reconstruir después de los devastadores ataques del Estado Islámico. Su trabajo incluye la asesoría sobre la creación de una provincia cristiana en la llanura de Nínive, necesaria para garantizar la seguridad de los cristianos y otros grupos minoritarios en la región.
Taimoorazy ha denunciado públicamente la violencia y el secuestro de miembros de la comunidad cristiana, como en el caso del secuestro de Hurmuz y Simoni Diril, una pareja cristiana asiria. Este incidente ha suscitado una gran preocupación entre los cristianos de la región, llevando a Taimoorazy a realizar llamados al Gobierno turco y a la comunidad internacional para que tomen medidas concretas para asegurar el rescate de los secuestrados y la justicia para los perpetradores.
Su activismo se ha centrado en las violaciones de derechos humanos dirigidas a las comunidades cristianas, que han sufrido de manera desproporcionada a causa de los conflictos en la región. Ha hecho un llamado a la comunidad internacional para que actúe en defensa de los derechos de estas comunidades, destacando la importancia de la observación internacional para protegerlas. Además, ha expresado su preocupación por el impacto del referéndum kurdo de 2017 sobre la independencia, señalando que podría amenazar la existencia continua de los cristianos en Irak.
Taimoorazy ha aparecido en diversas plataformas mediáticas, incluyendo el Wall Street Journal, la BBC y New York Post, donde ha discutido la persecución de los cristianos en el Medio Oriente y ha abogado por la necesidad de apoyo humanitario y soluciones diplomáticas. Su relevancia es significativa, dado el clima de inestabilidad que ha llevado a muchos cristianos a abandonar sus hogares y comunidades. A través de sus declaraciones y acciones, busca movilizar apoyo y crear conciencia sobre la difícil situación de los cristianos asirios y otros grupos minoritarios en la región.
Asimismo, ha recaudado fondos para la reconstrucción de comunidades cristianas en Irak y ha propuesto la creación de una provincia multiétnica en Mosul, una ciudad del norte de Irak. Su compromiso también se refleja en el ámbito mediático, donde actúa como productora ejecutiva del cortometraje Sing a Little Louder, proyecto que busca concientizar sobre la persecución de los cristianos.

## Reconocimientos y logros
Taimoorazy ha sido reconocida por su labor humanitaria y activismo en múltiples ocasiones. En octubre de 2017, fue galardonada con el título de dama comandante de la Orden Militar Soberana del Templo de Jerusalén. Además, ha recibido el Premio Bulldog de Michelle Malkin por sus esfuerzos en ayudar a los cristianos asirios.
Su trabajo ha sido valorado en diversos círculos de liderazgo y organizaciones internacionales, lo que le ha conferido prestigio en el ámbito del activismo humanitario.

## Obras
Taimoorazy ha escrito y hablado sobre la situación de los cristianos en Irak y el Medio Oriente, y ha participado en diversas conferencias y eventos internacionales para elevar la conciencia sobre su causa. Como líder del Consejo de Ayuda Cristiana de Irak, ha sido instrumental en la implementación de programas de ayuda humanitaria que han beneficiado a miles de cristianos desplazados, proveyendo asistencia crítica en forma de suministros básicos y apoyo financiero para el reasentamiento. Su trabajo también ha resultado en un enfoque renovado hacia la comunidad asiria en la política internacional, fomentando la participación de líderes cristianos en importantes diálogos interreligiosos y políticos en Washington D. C. y otras ciudades clave.
Elaboró una autobiografía en la que narra su experiencia de persecución, exilio y compromiso humanitario. Asimismo, participó en el desarrollo del documental Sing a Little Louder, cuyo objetivo es despertar conciencia sobre la persecución cristiana, comparándola con el silencio de algunas iglesias durante episodios históricos de genocidio. Estos proyectos destacan su compromiso por documentar y difundir la realidad de la persecución religiosa en el Medio Oriente.